# Camille Chabaneau
Camille Chabaneau (occità Camil Chabaneu) (Nontron, 4 de març de 1831 – Nontron, 21 de juliol de 1908) fou un romanista francès, especialista de l'occità i de la literatura trobadoresca.

## Vida
Chabaneau tingué una formació autodidacta, ja que era un treballador de correus, sense formació universitària, que es dedicà a l'estudi privat de la llengua i literatura occitanes fins que el 1868 publicà Histoire et théorie de la conjugaison française que el donà a conèixer entre els romanistes. Deu anys més tard li crearen una plaça específica de professor a la Universitat de Montpeller, on durant vint-i-cinc anys es dedicà a la recerca i a la docència. Anys abans (1854) ja s'havia incorporat al Félibrige del qual fou Majoral el 1876. Des de 1871 publicà nombrosos articles i edicions de textos a la Revue des langues romanes.
Fou membre corresponent de l'Académie des Inscriptions et Belles-Lettres des de 1886 i del Comité des travaux historiques et scientifiques des de 1899. Fou també Chevalier de la Légion d'honneur, nomenat el 31 de desembre de 1895 i oficial d'aquesta, nomenat el 13 de juliol de 1908, poc abans de la seva mort.
Amb motiu del seu 75è aniversari li fou dedicat un volum d'homenatge de més de mil pàgines.
A més de nombrosos articles, és important la seva publicació de les vidas dels trobadors.

## Obra
- Les biographies des troubadours en langue provençale : publiées intégralement pour la première fois avec une introduction et des notes, Toulouse, E. Privat, 1885, 204 p.
- Deux manuscrits provençaux du XIVe siècle : contenant des poésies de Raimon de Cornet, de Peire de Ladils et d'autres poètes de l'école toulousaine, 1888
- Fragments d'un mystère provençal découverts à Périgueux, publiés, traduits et annotés, 1874
- Histoire et théorie de la conjugaison française, 1868
- La langue et la littérature du Limousin, notice, 1892
- Notes sur quelques manuscrits provençaux perdus ou égarés, suivies de deux lettres inédites de Pierre de Chasteuil-Gallaup, publiées et annotées, 1886
- Vie de Sainte Marie Madeleine, 1885
- Sainte Marie-Madeleine dans la littérature provençale, recueil des textes provençaux en prose et en vers relatifs à cette sainte publié avec introductions et commentaires, 1886
- Sur la Langue romane du Midi de la France ou le Provençal, 1885
- (ed.), Le roman d'Arles. Texte provençal, Paris 1889
- (ed.; pòstum, acabat per Josep Anglade), Jehan de Nostredame. Les Vies des plus célèbres et anciens poètes provençaux, Paris 1913, Genf 1970
- (pòstum, publicat també per Josep Anglade), Onomastique des troubadours. Liste des noms propres qui se rencontrent dans les poésies des troubadours, publiée d'après les papiers de Camille Chabaneau par Joseph Anglade, Montpellier 1916